# Khosrow Sinai

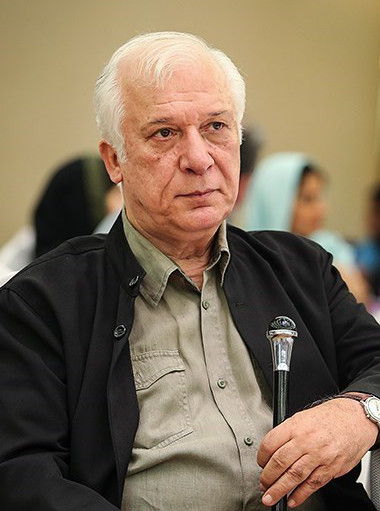
Khosrow Sinai (2015)

Khosrow Sinai (persisch خسرو سینایی; * 19. Januar 1941 in Sari, Iran; † 1. August 2020 in Teheran) war ein iranischer Filmregisseur und Hochschullehrer. Sein Werk umfasst überwiegend sozialkritische Dokumentationen. Er war der erste iranische Regisseur, der nach der islamischen Revolution einen internationalen Preis gewinnen konnte. Ihm wurde der Orden Ritterkreuz des Verdienstordens der Polnischen Republik verliehen.

## Leben
Er schloss die Alborz Highschool in Teheran im Jahr 1958 ab und setzte danach seine weitere Ausbildung in Österreich fort. Dort verbrachte er vier Jahre mit einem Architekturstudium an der  Wiener Technischen Universität und drei Jahre als Student der Musikkomposition an der Wiener Akademie der bildenden Künste.
Er absolvierte seine Ausbildung in Musikerziehung als ein von der Akademie ausgezeichneter Student. Er verließ die Akademie mit Auszeichnung im Hauptstudiengang Film- und Fernsehregisseur, im Nebenstudiengang hatte er noch das Fach Drehbuch studiert. Im Jahre 1963 veröffentlichte er die Gedichtsammlung Mud Blisters (etwa mit Schlammblasen zu übersetzen).
Nach den Studienjahren kehrte er 1967 in den Iran zurück und arbeitete bis 1972 im Ministerium für Kunst und Kultur und bis 1992 als Lehrer an unterschiedlichen Universitäten auf den Gebieten der Drehbuch- und Dokumentarfilmerstellung.
Außerdem arbeitete er auch im Nationalen Iranischen Fernsehen (jetzt Seda o Sima genannt) als Produzent, Drehbuchautor, Regisseur und Redakteur. Er produzierte dort etwa 100 Kurzfilme, Dokumentationen und Einzelporträts. Er ist bekannt für seine Avant-Garde-Dokumentationen und seinen einzigartigen Stil in der Gestaltung von Dokudramen. Er war Juror bei verschiedenen nationalen und internationalen Filmfestivals.
Erstaunlicherweise war er trotz der Vielzahl seiner Filme zwar unter Intellektuellen als einer der besten iranischen Filmemacher anerkannt, in der iranischen Öffentlichkeit jedoch wegen seiner eher negativen Haltung gegenüber der Presse (was auch umgekehrt gilt) wenig bekannt.
Arouse Atash (The Bride of Fire, deutsch: Die Braut des Feuers) war einer seiner erfolgreichsten Filme und erregte Aufmerksamkeit sowohl bei Kritikern als auch beim Publikum.
Sinai starb am 1. August 2020 an den Folgen von COVID-19.

## Filme (Auswahl)
- Viva …!, Preisträger in Karlovy Vari 1980
- The Inner Beast, Preisträger beim Zweiten Fajr-Filmfestival als bester Regisseur und Fotograf
- The Lost Elegy (Dokumentation)
- Going astray
- In the Alleys of Love, vorgeführt in der Sektion “Kind of View” der Internationalen Filmfestspiele von Cannes 1991
- Autumn Alley (Dokumentation/Fiktion), gezeigt auf dem International Documentary Film Festival Amsterdam
- The Bride of Fire, Preisträger bei verschiedenen Nationalen und Internationalen Festivals
- Talking with a Shadow (Dokudrama)

## Veröffentlichte Bücher und Drehbücher
- The Man in White,
- The Artists of a Bloodshedding Era,
- The Bride of Fire (Drehbuch),
- The Post-communist Cinema (übersetzt aus dem Englischen).
- My Journey and Adventures in Iran, Übersetzung eines Buches von Ármin Vámbéry (1863) aus dem Deutschen.

Er schrieb und übersetzte auch viele Essays übers Kino und andere Kunstrichtungen.